# Rinnovo di licenza
Rinnovo di licenza è un romanzo di spionaggio del 1981 scritto da John Gardner.

## Genesi dell'opera
Agli inizi degli anni ottanta la Glidrose affida a John Gardner la continuazione della saga sull'agente segreto più famoso della letteratura. Nel 1981 esce Rinnovo di licenza, la prima avventura della nuova serie.

## Trama

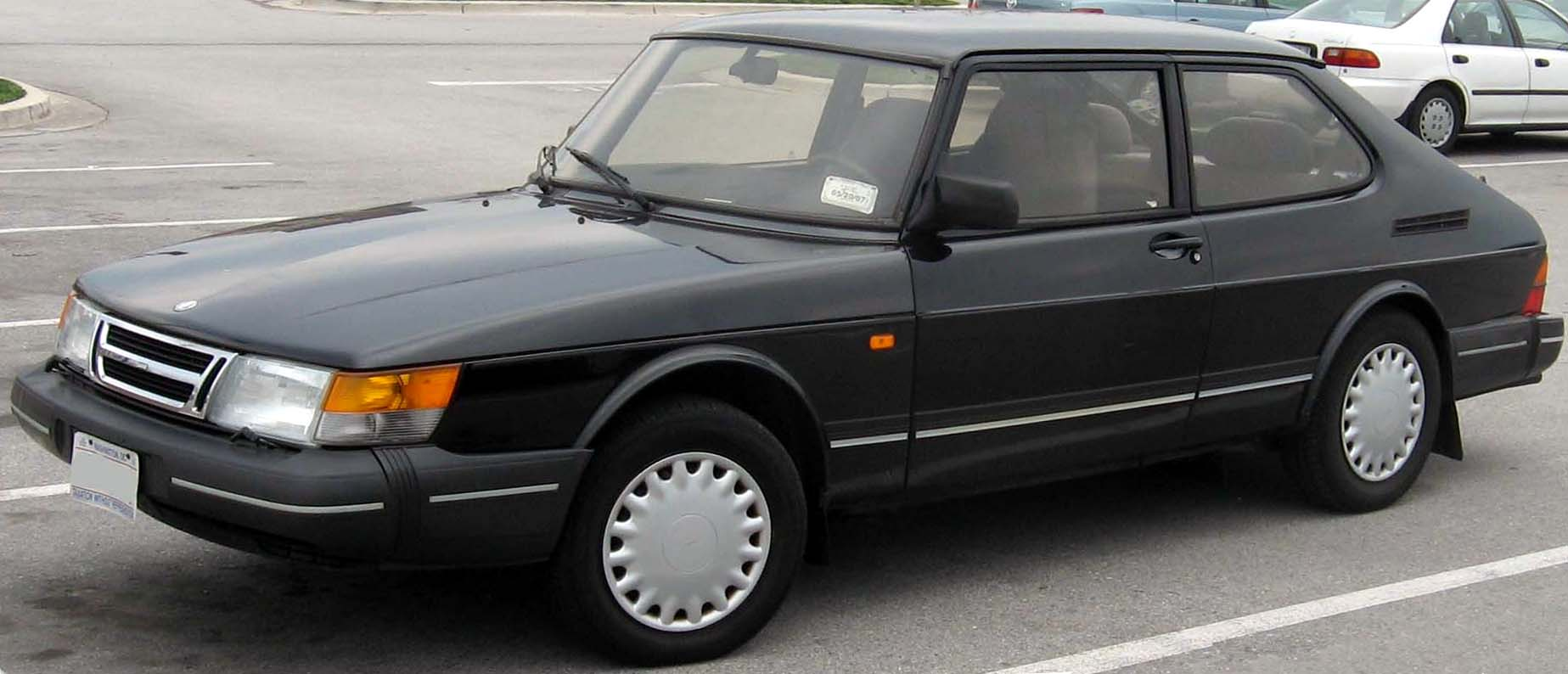
Saab 900

Pur con disappunto di M, il Governo Britannico ha abolito la sezione 00 dal Servizio Segreto e la mitica licenza di uccidere non esiste più. Ma uomini come James Bond restano sempre agenti speciali, chiamati ad intervenire in ogni momento e con ogni mezzo, in particolare se si tratta di indagare sugli strani spostamenti di un terrorista internazionale, denominato Franco. Secondo l'MI5, il criminale è stato visto in compagnia del fisico nucleare Anton Murik, che si è autoproclamato erede del titolo di Laird (proprietario) di Murcaldy.

La sezione Q per fortuna è rimasta invariata, pur addolcendosi con la presenza di una nuova armiera decisamente graziosa, Ann Reilly, subito soprannominata da Bond, Q'ute (si potrebbe tradurre come Quantagrazia). Tra i due nasce immediatamente una relazione.

Bond incontra Murik alle corse di cavalli ad Ascot, accompagnato dalla sua assistente Mary-Jane Mashkin e dalla giovane sua pupilla Lavender Peacock. L'agente segreto fa buona impressione, in particolare alle due donne, ed ottiene un invito nel castello scozzese.

Giunto nella dimora dei Murik, Bond scopre la presenza di Franco che sta tramando con il padrone di casa un'operazione contro gli Stati Uniti con tanto di richiesta di riscatto.

Dopo una serata in cui riceve la visita prima di Mary-Jane e, subito dopo, di Lavender, Bond è invitato a partecipare ai giochi scozzesi che si tengono nei prati attorno al castello. In particolare si esibisce in una dura lotta con Caber, la guardia del corpo di Murik.

Dopo esser diventato il nuovo campione del Laird di Murcaldy, Bond è intrattenuto da un discorso di Murik sulla pericolosità della produzione di energia nucleare e sui suoi studi sulla fusione per una centrale di nuova generazione. Scopre così il piano per cui Franco è chiamato a prendere possesso di alcune centrali e generare una sindrome cinese che crei il panico sulla tecnologia nucleare. Murik cerca di assumere Bond con il compito di assassinare Franco dopo l'operazione.

L'agente segreto finge di accettare ma poi cerca di scappare dal castello. La sua SAAB 900 Turbo è però speronata dalla BMW di Mary-Jane dopo un lungo inseguimento. Tornato al castello, l'agente segreto deve subire un'atroce tortura e quindi è imbarcato su un volo per Perpignan. All'aeroporto sfrutta la presenza di un gruppo di militari per allontanarsi da Caber e Murik e scappare. Si trova nella città catalana proprio durante i festeggiamenti di Vieux Saint Jean. Trova Franco mentre sta cercando di assassinare Lavender. Riesce a farlo sbagliare e colpire a morte Mary-Jane, quindi lo uccide ma è di nuovo intrappolato da Caber.

Murik decide di vendicare la sua assistente, facendo morire l'agente segreto sotto atroci sofferenze in una centrale nucleare vicino ad Orléans, destinata ad essere manomessa. Una volta scoperto come interrompere l'operazione terroristica, che coinvolge contemporaneamente più centrali nel mondo, Bond riesce a liberarsi e ad assassinare Caber e Murik.

Lavender eredita così il titolo ed il castello e diventa Lady Murik di Murcaldy, e può festeggiare amorevolmente con James Bond.

### Personaggi principali
- James Bond
- Franco, terrorista.
- Anton Murik, fisico nucleare.
- Mary-Jane Mashkin, assistente di Murik.
- Lavender Peacock, pupilla di Murik.
- Ann Reilly, armiera della sezione Q.
- Caber, guardia del corpo di Murik.

## Opere collegate
- Le scene alle corse dei cavalli di Agente 007 - Bersaglio mobile sembrano suggerite da un capitolo di questo romanzo.
- A lungo è sembrato che il secondo film di 007 interpretato da Timothy Dalton avrebbe dovuto intitolarsi come questo libro. Si è poi optato per un più classico Licence to Kill (che ha creato imbarazzo per la versione italiana, Agente 007 - Vendetta privata, dato che la traduzione letterale del titolo era stata usata già per il primo film della saga).
- La trama prende spunto dal film di successo del 1979 Sindrome cinese, che tratta le possibili conseguenze di un incidente nucleare.

## Edizioni
- John Gardner, Rinnovo di licenza, traduzione di Andrea Terzi, collana la Scala, Rizzoli, 1982,  p. 240.